# Aryamani
Aryamani war ein nubischer König.

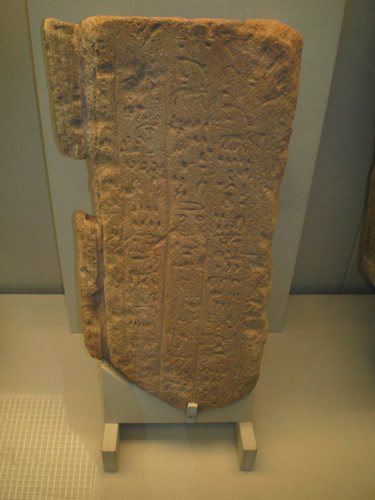
Stele des Aryamani aus Kawa (heute im Britischen Museum, London, Nr. 1777)

Er ist hauptsächlich nur von einer Stele bekannt, die sich in Kawa fand. Darauf sind neun Regierungsjahre belegt. Die Stele ist mit ägyptischen Hieroglyphen beschrieben, doch ist der Text nur sehr schwer lesbar. Anscheinend waren die Kenntnisse der ägyptischen Sprache und der Hieroglyphen zu dieser Zeit nicht sehr gut. Eine zweite Stele aus Kawa, die in zwei Fragmenten gefunden wurde (siehe Bild, das andere Fragment liegt noch vor Ort) wird ihm zugeschrieben, doch beruht dies auf stilistischen Übereinstimmungen und ist deshalb nicht gesichert. Auf dieser zweiten Stele wird ein 24. Regierungsjahr genannt.
Die Titel und Namen des Herrschers lehnen sich an die der ägyptischen Ramessidenzeit an. Die genaue Einordnung von Aryamani bleibt unsicher. Es ist einerseits vermutet worden, dass der König in die Zeit kurz nach dem ägyptischen Neuen Reich datiert und vielleicht sogar mit Alara identisch ist, andererseits wird er ins 4. vorchristliche Jahrhundert gesetzt, in eine Zeit als die Kenntnisse der Hieroglyphenschrift nachließen.

## Titel
- Horusname: Kanacht-Meryre
- Thronname: Wesermaatre Setepenre
- Eigenname: Aryamani